# Marco Zwyssig
Marco Zwyssig (São Galo, 24 de outubro de 1971) é um ex-futebolista profissional suíço, defensor, disputou a Euro 2004.
Zwyssig estudou economia empresarial com foco em mercadologia na Universidade de São Galo e graduou-se em 1997.